# فرنسيسكو كروز
فرنسيسكو كروز (بالإسبانية: Francisco Cruz)‏ (و. 1989  م) هو لاعب كرة السلة، من المكسيك، يلعب كمدافع مسدد الهدف.

## التعليم
تعلم في Abraham Lincoln High School (Colorado) ‏.

## روابط خارجية
- فرنسيسكو كروز على موقع الاتحاد الدولي لكرة السلة (الإنجليزية)
- فرنسيسكو كروز على موقع الدوري الإسباني لكرة السلة (الإسبانية)
- فرنسيسكو كروز على موقع كرة السلة الأوروبية.كوم (الإنجليزية)
- فرنسيسكو كروز على موقع كلية كرة السلة في سبورتس رفرنس.كوم (الإنجليزية)
- فرنسيسكو كروز على موقع ريلجم (الإنجليزية)
- فرنسيسكو كروز على موقع بروبوليرز (الإنجليزية)
- فرنسيسكو كروز على موقع سبورتس رفرنس (الإنجليزية)